# Ingrid Seynhaeve
Ingrid Seynhaeve (ur. 28 czerwca 1973 roku – belgijska modelka.
W 1991 roku wzięła udział w konkursie dla modelek Look of the Year agencji Elite, w którym zajęła pierwsze miejsce. Wkrótce po konkursie podpisała kontrakt z agencją modelek w Paryżu. Niedługo potem zadebiutowała na wybiegu w kolekcji Johna Richmonda. Po pierwszych sukcesach odniesionych w stolicy Francji, wysłano ją do Londynu, Barcelony, Madrytu, Berlina i Nowego Jorku. 
Wzięła udział w wielu kampaniach reklamowych, m.in.: Anti Flirt, Ben Kahn, Mikimoto, Nivea Body, Ralph Lauren. W latach 1999-2000 była twarzą marki Victoria’s Secret.
Na wybiegu prezentowała kolekcje renomowanych projektantów i domów mody, takich jak: John Richmond, Michael Kors, Ralph Lauren, Emporio Armani, Laura Biagiotti. W 1995 i 2002 wzięła udział w pokazach Haute Coture w Paryżu, prezentując kolekcje: Hanae Mori, Louis Feraud oraz Elie Saab.
Karierę w modelingu zakończyła w 2003 roku.